# Oaxacaenus
Oaxacaenus is een geslacht van wantsen uit de familie van de Miridae (blindwantsen). Het geslacht werd voor het eerst wetenschappelijk beschreven door José Cândido de Melo Carvalho en Schaffner in 1974.

## Soorten
Het genus bevat de volgende soort:

- Oaxacaenus vitreus Carvalho & Schaffner, 1973